# イスラエル・ストゥルロヴ
イスラエル・ストゥルロヴ（ヘブライ語: ישראל סטרולוב、英語: Israel Strulov）は、イスラエルの外交官。彼は駐日大使館公使で、ギラッド・コーヘン駐日大使に次ぐ次席である。大使の一時不在時には臨時代理大使を務める。

## 駐日公使として
2019年12月11日、慶應義塾大学三田キャンパス西校舎1階ホールで開催された第9回サイバーセキュリティ国際シンポジウム『多国間経済を支える信頼できるデジタル社会』1日目に各国大使館代表の一人としてストゥルロヴ公使が招かれ、5館から来訪した代表のうち駐日米国大使館商務官、駐日英国大使館公使参事官に次いで3番目にスピーチをした。同シンポジウムには、他にイスラエルからベン・グリオン大学テレコム・イノベーション研究所（T-Labs）ディレクターのユーバル・エロヴィッチが招かれて講演を行っている。
2020年7月31日から8月30日にかけて、杉原千畝生誕120年および彼のユダヤ人難民に対するビザ発給80周年を記念する特別展「『命のビザ』～もう一人の外交官タデウシュ・ロメル～」展が東京都中央区八重洲の相模ビル内で開催された。初日の7月31日には特別展の開会式が開催されたが、パヴェウ・ミレフスキ駐日ポーランド大使とゲディミナス・バルブオリス駐日リトアニア大使に並んでストゥルロヴ公使も臨時代理大使として出席し、スピーチをした。
彼が駐日公使在任中の2020年および2021年は新型コロナウイルス感染症（COVID-19）が世界的に大流行した時期であるが、イスラエルではベンヤミン・ネタニヤフ首相によるファイザーCEOとの17回以上に及ぶトップ会談や、国民皆保険制度の完備、ITを取り入れたデジタルヘルスの徹底推進などが功を奏して、2020年12月19日にはワクチン接種が始まり、翌2021年1月下旬までに人口のおよそ3割に相当する230万人が接種を終え、優先的に接種が行われている60歳以上に限れば既に7割以上が接種を終えたほどの世界最速ペースでワクチン接種が推進されている。このイスラエルの成功例を受けて2021年2月3日、ストゥルロヴ公使は臨時代理大使として鴨下一郎自由民主党コロナワクチン接種プロジェクトチーム座長らと共にフジテレビ系列のFNNプライムオンラインに生出演し、イスラエルにおけるコロナ対策やワクチン接種の実情などについて語った。